# Oznamovací oblast
Oznamovací oblast (anglicky notification area, system tray nebo status area) je část grafického uživatelského prostředí, která typicky zobrazuje ikony pro systémové nástroje a programy, které na ploše nemají otevřené aktivní okno a dále hodiny a ikonu pro nastavování hlasitosti.